# Xenarchus admirabilis
Xenarchus admirabilis är en fjärilsart som beskrevs av William Schaus 1894. Xenarchus admirabilis ingår i släktet Xenarchus och familjen Aididae. Inga underarter finns listade i Catalogue of Life.